# Уонамейкер, Зои
Зои Уонамейкер (англ. Zoë Wanamaker; род. 13 мая 1949) — британо-американская актриса кино и театра. Известна ролями мадам Трюк в фильме «Гарри Поттер и философский камень», Ариадны Оливер в фильмах об Эркюле Пуаро и Сьюзен Харпер в телесериале «Моя семья».

## Ранние годы
Уонамейкер родилась в Нью-Йорке в семье актрисы и радио-исполнителя канадского происхождения Шарлотты Холланд, и актёра, режиссёра американского происхождения Сэма Уонамейкера, который решил не возвращаться в США после того, как в попал в «чёрный список» в 1952 году. Её родители были иудеями, хотя Уонамейкер воспитывалась нерелигиозно. Её родственники также украинского происхождения. У Зои есть сёстры Эбби и Джессика.
Зои получила образование в независимой школе King Alfred School в Хэмпстеде, Лондоне и в пансионе Sidcot School в Сомерсете. Обучалась в «Центральной Школе сценической речи и драматического искусства».

## Карьера

### Театр
Карьера Уонамейкер началась в театре. С 1976 по 1984 год она была членом Королевской Шекспировской компании. В 1979 году она выиграла премию Лоренса Оливье за пьесу «Один раз в жизни», а вторую в 1997 году за спектакль «Электра». В 1985 году она сыграла Джузеппину Стреппони, жену Джузеппе Верди в оригинальной постановке After Aida. Также она появилась в спектакле «Много шума из ничего». Была номинирована на премию «Тони» за её выступления в спектаклях «Пиаф», Добыча, «Электра», «Проснись и пой!».
С 19 мая по 2 октября 2010 года выступала в постановке пьесы Артура Миллера «Все мои сыновья», исполняя роль Кейт Келлер.

### Кино
С начала 1980-х годов Уонамейкер начала сниматься в кино и на телевидении, появившись в мини-телесериале «Возмездие». С 1992 по 1994 год появилась в комедийном телесериале Love Hurts. В 1999 снялась в фэнтезийном мини-сериале «Страна фей», исполнив роль жены лепрекона, а в 2000 году сыграла роль Кларис в мини-сериале «Тёмное королевство». С 2000 по 2011 год Уонамейкер играла роль Сьюзан Харпер в комедийном телесериале «Моя семья».
Зои появилась в двух эпизодах телесериала «Доктор Кто», в одном озвучив вымышленного персонажа Леди Кассандру («Конец света»), а в другом снялась вживую («Новая Земля»), а также сыграла Ариадну Оливер в нескольких эпизодах сериала «Пуаро Агаты Кристи».
В 2001 году она сыграла мадам Трюк в фильме «Гарри Поттер и философский камень». За два года до этого, в 1999 году, Уонамейкер снималась в мини-сериале «Дэвид Копперфилд» по роману Чарльза Диккенса, вместе с Дэниелом Рэдклиффом и Мэгги Смит, также занятых в фильмах о Гарри Поттере. Рэдклифф снялся в роли маленького Дэвида, Мэгги Смит — в роли его бабушки мисс Бетси Тротвуд, а Зои Уонамейкер сыграла мисс Мердстоун — злую сестру его отчима.
В 2004 году Зои Уонамейкер снялась в детском фэнтези «Пять детей и волшебство» в роли Марты. Коллегой по съёмочной площадке был известный британский актёр Кеннет Брана. В 2011 году появилась в фильме «7 дней и ночей с Мэрилин» в роли Полы Страсберг. Голосом Уонамейкер говорит слепая провидица Тереза в играх Fable II, Fable III и Fable: The Journey.

### Благотворительная деятельность
Уонамейкер участвовала в благотворительной помощи деревьям с 1997 года. Она является покровителем компаний Dignity in Dying, The Lymphoedema Support Network и Youth Music Theatre: UK and of the Young Actors’ Theatre.
В августе 2014 года Зои стала одним из 200 общественных деятелей, подписавших письмо для The Guardian, выражающее надежду на то, что Шотландия останется частью Соединенного Королевства.

## Личная жизнь
В ноябре 1994 года Зои вышла замуж за актёра и драматурга Гоуна Грейнджера.

## Избранная фильмография
| Год       |    | Русское название                                       | Оригинальное название                           | Роль                    |
| --------- | -- | ------------------------------------------------------ | ----------------------------------------------- | ----------------------- |
| 1973      | ф  | Гитлер: Последние десять дней                          | Hitler: The Last Ten Days                       | служанка Евы Браун      |
| 1987      | тф | Бедная маленькая богачка: История жизни Барбары Хаттон | Poor Little Rich Girl: The Barbara Hutton Story | Джин Кеннерли           |
| 1987      | с  | Непридуманные истории                                  | Tales of the Unexpected                         | Маргарет Смит           |
| 1991      | с  | Инспектор Морс                                         | Inspector Morse                                 | Эмма Пикфорд            |
| 1991      | с  | Главный подозреваемый                                  | Prime Suspect                                   | Мойра Хенсон            |
| 1992      | мс | Шекспир: Великие комедии и трагедии                    | Shakespeare: The Animated Tales                 | леди Макбет             |
| 1997      | ф  | Уайльд                                                 | Wilde                                           | Ада Леверсон            |
| 1999      | с  | Дэвид Копперфилд                                       | David Copperfield                               | Джейн Мердстоун         |
| 1999      | с  | Страна фей                                             | The Magical Legend of the Leprechauns           | Мэри Малдун             |
| 2000      | с  | Тёмное королевство                                     | Gormenghast                                     | Кларис Гроан            |
| 2000—2011 | с  | Моя семья                                              | My Family                                       | Сьюзан Харпер           |
| 2001      | ф  | Гарри Поттер и философский камень                      | Harry Potter and the Philosopher’s Stone        | мадам Трюк              |
| 2005      | с  | Мисс Марпл Агаты Кристи                                | Agatha Christie’s Marple                        | Летиша Блэклок          |
| 2005—2006 | с  | Доктор Кто                                             | Doctor Who                                      | леди Кассандра О’Брайен |
| 2005—2013 | с  | Пуаро Агаты Кристи                                     | Agatha Christies Poirot                         | Ариадна Оливер          |
| 2008      | ки | —                                                      | Fable II                                        | Тереза                  |
| 2010      | ки | —                                                      | Fable III                                       | Тереза                  |
| 2011      | ф  | 7 дней и ночей с Мэрилин                               | My Week with Marilyn                            | Пола Страсберг          |
| 2012      | ки | —                                                      | Fable: The Journey                              | Тереза                  |
| 2015      | с  | Мистер Селфридж                                        | Mr Selfridge                                    | принцесса Мария         |
| 2017—2021 | с  | Британия                                               | Britannia                                       | королева Антедия        |
| 2018      | с  | Внутри девятого номера                                 | Inside No. 9                                    | Пола                    |
| 2019      | с  | Убивая Еву                                             | Killing Eve                                     | Хелен Джекобсон         |
| 2021      | с  | Тень и Кость                                           | Shadow and Bone                                 | Багра                   |
| 2022      | с  | Человек, который упал на Землю                         | The Man Who Fell to Earth                       | Ватт                    |

## Награды и номинации
| Награда               | Год  | Категория                                 | Название работы     | Результат |
| --------------------- | ---- | ----------------------------------------- | ------------------- | --------- |
| Премия Лоренса Оливье | 1979 | Лучшая женская роль в пьесе               | Один раз в жизни    | Победа    |
| Премия Лоренса Оливье | 1984 | Лучшая женская роль в пьесе               | Двенадцатая ночь    | Номинация |
| Премия Лоренса Оливье | 1984 | Лучшая женская роль второго плана в пьесе | Время твоей жизни   | Номинация |
| Премия Лоренса Оливье | 1991 | Лучшая женская роль второго плана в пьесе | Суровое испытание   | Номинация |
| Премия Лоренса Оливье | 1996 | Лучшая женская роль в пьесе               | Стеклянный зверинец | Номинация |
| Премия Лоренса Оливье | 1998 | Лучшая женская роль в пьесе               | Электра             | Победа    |
| Премия Лоренса Оливье | 2002 | Лучшая женская роль в пьесе               | Бостонский брак     | Номинация |
| Тони                  | 1981 | Лучшая женская роль второго плана в пьесе | Пиаф                | Номинация |
| Тони                  | 1986 | Лучшая женская роль второго плана в пьесе | Добыча              | Номинация |
| Тони                  | 1999 | Лучшая женская роль в пьесе               | Электра             | Номинация |
| Тони                  | 2006 | Лучшая женская роль второго плана в пьесе | Проснись и пой      | Номинация |